# Cyptonychia subfumosa
Cyptonychia subfumosa är en fjärilsart som beskrevs av Dyar 1909. Cyptonychia subfumosa ingår i släktet Cyptonychia och familjen nattflyn. Inga underarter finns listade i Catalogue of Life.